# Rudolf Blum
Rudolf Jan Antoni Ludwik Blum (ur. 23 grudnia 1873 w Stryju, zm. 2 listopada 1922 w Równem) – pułkownik piechoty Wojska Polskiego.

## Życiorys
Urodził się 23 grudnia 1873 w Stryju, w rodzinie Fryderyka.
Jesienią 1894 rozpoczął zawodową służbę wojskową w cesarsko-królewskiej Obronie Krajowej. Został wcielony do 19 Pułku Piechoty Obrony Krajowej we Lwowie. W 1897 został przeniesiony do 21 Pułku Piechoty Obrony Krajowej w St. Pölten ale w następnym roku wrócił do pułku we Lwowie. W 1907 pełnił w nim funkcję adiutanta batalionu. W tym samym roku został przeniesiony do 5 Pułku Piechoty Obrony Krajowej w Poli i przydzielony do kadry batalionu zapasowego. W 1909 został przeniesiony do 33 Pułku Piechoty Obrony Krajowej w Stryju. W 1912 był przydzielony do kadry batalionu zapasowego. W szeregach tego pułku wziął udział w mobilizacji sił zbrojnych Monarchii Austro-Węgierskiej, wprowadzonej w związku z wojną na Bałkanach (1912–1913). W czasie I wojny światowej walczył w szeregach Pułku Strzelców Krajowych Nr I, który w 1917 został przemianowany na Pułk Strzelców Cesarskich Nr I. W czasie służby w c. k. Obronie Krajowej awansował na kolejne stopnie: porucznika ze starszeństwem z 1 listopada 1894, nadporucznika ze starszeństwem z 1 listopada 1897, kapitana ze starszeństwem z 1 listopada 1907, majora ze starszeństwem z 1 września 1915 i podpułkownika ze starszeństwem z 1 listopada 1917.
12 marca 1921 został przyjęty do Wojska Polskiego z zatwierdzeniem posiadanego stopnia podpułkownika piechoty, zaliczony do rezerwy armii, z jednoczesnym powołaniem do czynnej służby i przydzielony do dyspozycji Naczelnego Dowództwa. 1 czerwca 1921 pełnił służbę w Centrum Wyszkolenia Lwów, a jego oddziałem macierzystym był 40 Pułk Piechoty. 3 maja 1922 został zweryfikowany w stopniu pułkownika ze starszeństwem od 1 czerwca 1919 i 22. lokatą w korpusie oficerów piechoty, a jego oddziałem macierzystym był nadal 40 pp. Do śmierci pełnił służbę na stanowisku dowódcy piechoty dywizyjnej 13 Dywizji Piechoty. Przeziębił się na manewrach. Zmarł 2 listopada 1922 w Równem i tam dwa dni później został pochowany. Jego rodzina mieszkała we Włoszech.

## Ordery i odznaczenia
W czasie służby w c. k. Obronie Krajowej otrzymał:
- Order Korony Żelaznej 3. klasy z dekoracją wojenną i mieczami,
- Krzyż Zasługi Wojskowej 3 klasy z dekoracją wojenną i mieczami,
- Brązowy Medal Zasługi Wojskowej z mieczami na wstążce Krzyża Zasługi Wojskowej,
- Złoty Medal Jubileuszowy Pamiątkowy dla Sił Zbrojnych i Żandarmerii,
- Krzyż Jubileuszowy Wojskowy,
- Krzyż Pamiątkowy Mobilizacji 1912–1913[13].